# Иоланта (фильм-опера)
«Иоланта» — экранизация одноимённой оперы П. И. Чайковского, либретто М. И. Чайковского по драме датского поэта и драматурга Генрика Герца «Дочь короля Рене».

## Сюжет
Развёрнутый сюжет См. Иоланта (опера)
Слепая от рождения дочь короля Прованса Рене не знает стараниями отца о своём недуге. Она помолвлена с герцогом Бургундским Робертом. Отец надеется вернуть зрение дочери до свадьбы, с помощью мавританского врача.
В замок прибывают Роберт и его друг — Готфрид Водемон, граф Иссодюна, Шампани, Клерво и Монтаржи. Роберт влюблён в графиню Лотарингии Матильду и хочет просить короля Рене вернуть данное ему слово. Водемон видит спящую Иоланту, восхищается ею и просит у короля руки его дочери. Узнав, что Роберт любит другую, король даёт согласие на свадьбу.
Усилия доктора не пропали даром: к девушке вернулось зрение, и она, счастливая, идёт под венец.

## В ролях
- Наталия Рудная (поёт Галина Олейниченко) — Иоланта
- Фёдор Никитин (поёт Иван Петров) — Рене
- Юрий Перов (поёт Зураб Анджапаридзе) — Водемон
- Александр Белявский (поёт Павел Лисициан) — Роберт
- Петр Глебов (поёт Владимир Валайтис) — Эбн-Хакиа
- Валентина Ушакова (поёт Евгения Вербицкая) — Марта
- Валдемар Зандберг, поёт Валерий Ярославцев — Бертран
- Янис Филипсон (поёт В.Власов) — Альмерик
- Валентина Шарыкина (поёт Маргарита Миглау) — Бригита
- Ольга Амалина (поёт Кира Леонова) — Лаура
- Арнольд Мильбретс — шут
- Т. Старова — Матильда

## Съёмочная группа
- Автор сценария и режиссёр-постановщик: Владимир Гориккер
- Оператор: Вадим Масс
- Художники: Виктор Шильдкнехт, Герберт Ликумс

## Призы
- Приз звукооператору Виктору Зорину на ВКФ-64 (Ленинград).